# Georges Tholin
Georges Tholin, né le 26 décembre 1843 à Amplepuis (Rhône), mort le 25 mai 1922 à Saint-Sever (Landes), est un archiviste et historien français.

## Biographie
Élève de l'École impériale des chartes, il est nommé en 1867, à la suite de sa troisième année, archiviste départemental de Lot-et-Garonne. Devenu Agenais de cœur, il va y faire toute sa carrière se consacrant entièrement à la recherche de l'histoire du département et de ses monuments. Modeste, on ne s'aperçut qu'au moment de la liquidation de sa pension, en 1901, qu'on avait oublié de le titulariser.
Engagé volontaire pendant la guerre franco-allemande de 1870, il a raconté cette histoire dans Le carnet d'un franc tireur, novembre 1870-mars 1871.
Pendant 34 ans il se consacre au classement des archives dont il a la garde. Il fait l'analyse succincte des chartiers de 300 communes du département et celles de la ville d'Agen. Il publie quatre volumes d'inventaires, deux gros catalogues et trois publications de textes inédits antérieurs à 1350, ainsi que de nombreux articles dans des revues dont la revue de l'Agenais et des monographies sur le château de Madaillan, sur Larresingle, des notes sur l'histoire des communes de l'arrondissement d'Agen.
Il réussit à enrichir les archives par plusieurs legs et donations, comme les fonds généalogiques et la bibliothèque de Raymond, la collection de portraits historiques de Bellecombe, le chartrier de Xaintrailles.
Il obtient la deuxième médaille au concours des Antiquités nationales pour son livre intitulé Études sur l'architecture religieuse de l'Agenais. Il est fait chevalier de la Légion d'honneur en 1894.

## Décoration
- Chevalier de la Légion d'honneur.

## Œuvres
- Georges Tholin, Études sur l'architecture religieuse de l'Agenais du Xe au XVIe siècle suivies d'une notice sur les sépultures du Moyen Âge, Librairie J. Michel, Agen, 1874 ( lire en ligne )
- Georges Tholin, Supplément aux "Études sur l'architecture religieuse de l'Agenais", imprimerie de Vve Lamy, Agen, 1883 (lire en ligne)
- Georges Tholin, L'église de Saint-Victor et celle du bourg de Thisy, Impr. d'A. Vingtrinier, Lyon, 1870 ( lire en ligne )
- Georges Tholin, Les Églises du Haut-Languedoc, Impr. de A. Chauvin et fils, Toulouse, 1876 ( lire en ligne )
- Georges Tholin, Georges Marraud, Catalogue du Musée de la ville d'Agen, Typographie Bonnet et fils, Agen, 1880 ( lire en ligne )
- Georges Tholin, Un Mois en Algérie, Supplément aux "Études sur l'architecture religieuse de l'Agenais", par M. Georges Tholin ( lire en ligne )
- Georges Tholin, Dix lettres du roi de Navarre (Henri IV), imprimerie de Vve Lamy, Agen, 1884 ( lire en ligne )
- Georges Tholin, Le carnet d'un franc tireur, novembre 1870-mars 1871, imprimerie de Vve Lamy, Agen, 1884
- Georges Tholin, Ville libre et barons. Essai sur les limites de la juridiction d'Agen et sur la condition des forains de cette juridiction, comparée à celle des tenanciers des seigneuries qui en furent détachées, Alphonse Picard, Paris, 1886 ( lire en ligne )
- Georges Tholin, Quarante jours en Italie : lettres à Monsieur Adolphe Magen, Imprimerie Fernand Lamy, Agen, 1880 ( lire en ligne )
- Georges Tholin, Larressingle en Condomois. Description et histoire, Imprimerie G. Foix, Auch, 1892  ( lire en ligne )
- Georges Tholin, Le Château de Perricard en Agenais, Impr. et lithographie agenaises, Agen, 1898 ( lire en ligne )
- Georges Tholin, Philippe Lauzun, Le Château d'Estillac, XIIIe – XVIe siècles, Imprimerie et lithographie agenaises, Agen, 1898 ( lire en ligne )
- André de Bellecombe, Georges Tholin, Aide-mémoire pour servir à l'histoire de l'Agenais, Imprimerie de L. Cocharaux, Auch, 1899 ( lire en ligne )
- Georges Tholin, André de Bellecombe, Catalogue du fonds de Bellecombe, légué et conservé aux archives départementales de Lot-et-Garonne ; suivi d'un index de la collection de portraits, L. Cocharaux, Auch, 1902 ( lire en ligne )
- Georges Tholin, À travers les archives d'Agen, p. 97-108, Revue de l'Agenais, 1874 ( lire en ligne )
- Georges Tholin, La Villa gallo-romaine de Bapteste (Lot-et-Garonne), p. 289-296, Revue de l'Agenais, 1874 ( lire en ligne )
- Georges Tholin, Variétés historiques & archéologiques sur l'Agenais, p. 49-57, Revue de l'Agenais, 1875, tome 2 ( lire en ligne )
- Georges Tholin, Le voyage de Paris à Agen au XVIe siècle, p. 153-159, Revue de l'Agenais, 1876, tome 3 ( lire en ligne )
- Georges Tholin, Les archives départementales de Lot-et-Garonne, p. 1-11, 115-128, Revue de l'Agenais, 1878, tome 5  ( lire en ligne )
- Georges Tholin, Les anciens hôtels de ville d'Agen et le local du musée d'Agen, p. 177-194, Revue de l'Agenais, 1878, tome 5   ( lire en ligne )
- Labrunie, Georges Tholin, Les ponts sur la Garonne, p. 439-456, Revue de l'Agenais, 1878, tome 5 ( lire en ligne )
- Georges Tholin, De quelques livres de raison des anciennes familles agenaises, p. 297-325, 373-386, Revue de l'Agenais, 1880, tome 7 ( lire en ligne )
- Georges Tholin, Documents pour servir à l'histoire du Bruilhois, p. 553, revue de l'Agenais, 1881, tome 8 ( lire en ligne )
- Georges Tholin, Procès-verbal de la prise d'Agen par les Huguenots, p. 41-57, Revue de l'Agenais, 1882, tome 9 ( lire en ligne )
- Adolphe Magen, Georges Tholin, La place de la halle à Agen, édifices qui ont existé sur son emplacement, cloche de l'ancienne horloge, p. 81-92, Revue de l'Agenais, 1882, tome 9 ( lire en ligne )
- Georges Tholin, Documents sur le mobilier du château d'Aiguillon, confisqué en 1792, p. 193-211, 310-321, Revue de l'Agenais, 1882, tome 9 ( lire en ligne )
- Georges Tholin, La tour d'Hautefage, p. 258-260, Revue de l'Agenais, 1882, tome 9 ( lire en ligne )
- Georges Tholin, Les cahiers du pays d'Agenais aux États généraux. États de Paris (1614-1649), p. 5-16, 145-160, 244-259, 321-339, 408-429, 507-522, Revue de l'Agenais, 1883, tome 10 ( lire en ligne )
- Georges Tholin, Les cahiers du pays d'Agenais aux États généraux. États de Paris (1649-1789), p. 112-125, 330-352, 394-410, 462-478, Revue de l'Agenais, 1884, tome 11 ( lire en ligne )
- Georges Tholin, Les cahiers du pays d'Agenais aux États généraux. États de Paris (1789) (suite et fin), p. 33-48, Revue de l'Agenais, 1885, tome 12 ( lire en ligne )*
- Georges Tholin, Condé et La Rochefoucauld à Agen, p. 145-159, 242-254, Revue de l'Agenais, 1885, tome 12 ( lire en ligne )
- Georges Tholin, Notes d'archives - I- Notification du décès de Joseph Scaliger - II- Les collègues de Montaigne et de La Boétie au parlement de Bordeaux, p. 29-32, Revue de l'Agenais, 1886, tome 13 ( lire en ligne )
- Georges Tholin, Pierre Benouville, Le château de Madaillan près d'Agen, p. 342-362, Revue de l'Agenais, 1886, tome 13 ( lire en ligne )
- Georges Tholin, Pierre Benouville, Le château de Madaillan près d'Agen, p. 451-465, Revue de l'Agenais, 1886, tome 13 ( lire en ligne )
- Georges Tholin, Pierre Benouville, Le château de Madaillan près d'Agen, p. 543-572, Revue de l'Agenais, 1886, tome 13 ( lire en ligne )
- Georges Tholin, La ville d'Agen pendant les guerres de religion du XVIe siècle (suite), p. 97-113, Revue de l'Agenais, 1887, tome 14 ( lire en ligne )
- Georges Tholin, La ville d'Agen pendant les guerres de religion du XVIe siècle (suite), p. 201-217, Revue de l'Agenais, 1887, tome 14 ( lire en ligne )
- Georges Tholin, La ville d'Agen pendant les guerres de religion du XVIe siècle (suite), p. 430-450, Revue de l'Agenais, 1887, tome 14 ( lire en ligne )
- Georges Tholin, La ville d'Agen pendant les guerres de religion du XVIe siècle (suite), p. 489-515, Revue de l'Agenais, 1887, tome 14 ( lire en ligne )
- Georges Tholin, La ville d'Agen pendant les guerres de religion du XVIe siècle (suite), p. 193-218, Revue de l'Agenais, 1888, tome 15 ( lire en ligne )
- Georges Tholin, La ville d'Agen pendant les guerres de religion du XVIe siècle (suite), p. 322-348, Revue de l'Agenais, 1888, tome 15 ( lire en ligne )
- Georges Tholin, La ville d'Agen pendant les guerres de religion du XVIe siècle (suite), p. 409-434, Revue de l'Agenais, 1888, tome 15 ( lire en ligne )
- Georges Tholin, La ville d'Agen pendant les guerres de religion du XVIe siècle (suite), p. 27-43, Revue de l'Agenais, 1889, tome 16 ( lire en ligne )
- Georges Tholin, La ville d'Agen pendant les guerres de religion du XVIe siècle (suite), p. 197-222, Revue de l'Agenais, 1889, tome 16 ( lire en ligne )
- Georges Tholin, La ville d'Agen pendant les guerres de religion du XVIe siècle (suite), p. 385-398, Revue de l'Agenais, 1889, tome 16 ( lire en ligne )
- Georges Tholin, La ville d'Agen pendant les guerres de religion du XVIe siècle (suite), p. 97-120, Revue de l'Agenais, 1890, tome 17 ( lire en ligne )
- Georges Tholin, La ville d'Agen pendant les guerres de religion du XVIe siècle (suite), p. 281-301, Revue de l'Agenais, 1890, tome 17  ( lire en ligne )
- Georges Tholin, La ville d'Agen pendant les guerres de religion du XVIe siècle (suite), p. 57-70, Revue de l'Agenais, 1891, tome 18   ( lire en ligne )
- Georges Tholin, La ville d'Agen pendant les guerres de religion du XVIe siècle (suite), p. 225-241, Revue de l'Agenais, 1891, tome 18 ( lire en ligne )
- Georges Tholin, La ville d'Agen pendant les guerres de religion du XVIe siècle (suite), p. 22-39, Revue de l'Agenais, 1892, tome 19 ( lire en ligne )
- Georges Tholin, La ville d'Agen pendant les guerres de religion du XVIe siècle (suite), p. 118-133, Revue de l'Agenais, 1892, tome 19 ( lire en ligne )
- Georges Tholin, La ville d'Agen pendant les guerres de religion du XVIe siècle (suite), p. 52, Revue de l'Agenais, 1893, tome 20 ( lire en ligne )
- Georges Tholin, La ville d'Agen pendant les guerres de religion du XVIe siècle (fin), p. 177, Revue de l'Agenais, 1893, tome 20  ( lire en ligne )
- Georges Tholin, Mémoires et pièces diverses pour servir à l'histoire des volontaires du Lot-et-Garonne engagés de l'An II, p. 357, Revue de l'Agenais, 1893, tome 20 ( lire en ligne )
- Georges Tholin, Mémoires et pièces diverses pour servir à l'histoire des volontaires du Lot-et-Garonne engagés de l'An II, p. 454-470, Revue de l'Agenais, 1893, tome 20 [  ( lire en ligne )
- Georges Tholin, Le livre de raison de Bernard Gros, commandeur du Temple de Breuil en Agenais sous Louis XI et Charles VIII, p. 230, Revue de l'Agenais, 1893, tome 20 ( lire en ligne )
- Georges Tholin, Causeries sur les origines de l'Agenais, p. 144-162, Revue de l'Agenais, 1895, tome 22 ( lire en ligne )
- Georges Tholin, Causeries sur les origines de l'Agenais, p. 433-450, Revue de l'Agenais, 1895, tome 22 ( lire en ligne )
- Georges Tholin, Causeries sur les origines de l'Agenais, p. 516-528, Revue de l'Agenais, 1895, tome 22 ( lire en ligne )
- Georges Tholin, Causeries sur les origines de l'Agenais, p. 40-55, Revue de l'Agenais, 1896, tome 23 ( lire en ligne )
- Georges Tholin, Causeries sur les origines de l'Agenais, p. 138-151, Revue de l'Agenais, 1896, tome 23 ( lire en ligne )
- Georges Tholin, Le temple gallo-romain d'Eysses. Villeuve-sur-Lot, p. 97-100, Revue de l'Agenais, 1896, tome 23 ( lire en ligne )
- Georges Tholin, Notes sur la féodalité en Agenais au milieu du XIIIe siècle (suite), p. 536-546, Revue de l'Agenais, 1896, tome 23 ( lire en ligne )
- Georges Tholin, Notes sur la féodalité en Agenais au milieu du XIIIe siècle (suite), p. 47-58, Revue de l'Agenais, 1897, tome 24 ( lire en ligne )
- Georges Tholin, Notes sur la féodalité en Agenais au milieu du XIIIe siècle (suite), p. 144-156, Revue de l'Agenais, 1897, tome 24 ( lire en ligne )
- Georges Tholin, Notes sur la féodalité en Agenais au milieu du XIIIe siècle (suite), p. 257-265, Revue de l'Agenais, 1897, tome 24 ( lire en ligne )
- Georges Tholin, Notes sur la féodalité en Agenais au milieu du XIIIe siècle (suite), p. 171-178, Revue de l'Agenais, 1898, tome 25 ( lire en ligne )
- Georges Tholin, Notes sur la féodalité en Agenais au milieu du XIIIe siècle (suite), p. 62-78, Revue de l'Agenais, 1899, tome 26 ( lire en ligne )
- Georges Tholin, Notes sur la féodalité en Agenais au milieu du XIIIe siècle (suite et fin), p. 173-185, Revue de l'Agenais, 1899, tome 26 ( lire en ligne )
- Georges Tholin, Château de Sauveterre-la-Lémance, p. 193-200, Revue de l'Agenais, 1897, tome 24 ( lire en ligne )
- Georges Tholin, Philippe Lauzun, Le château de Perricard commune de Montayral (Lot-et-Garonne), p. 385-413, Revue de l'Agenais, 1897 tome 24 ( lire en ligne )
- Georges Tholin, Philippe Lauzun, Le château d'Estillac XIIIe – XVIe siècles, p. 481-495, Revue de l'Agenais, 1897, tome 24 ( lire en ligne )
- Georges Tholin, Philippe Lauzun, Le château d'Estillac XIIIe – XVIe siècles (suite et fin), p. 5-24, Revue de l'Agenais, 1898, tome 25 ( lire en ligne )
- Georges Tholin, Un soudard agenais au temps de la Fronde, p. 538-541, Revue de l'Agenais, 1898, tome 25 ( lire en ligne )
- Georges Tholin, Les sceaux et les armoiries de l'Agenais, p. 193-211, Revue de l'Agenais, 1899, tome 26 ( lire en ligne )
- Georges Tholin, Les ateliers monétaires mérovingiens de la région agenaise, p. 515-517, Revue de l'Agenais, 1899, tome 26  ( lire en ligne )
- Georges Tholin, Le château de Lasserre, p. 97-106, 193-201, 289-305, 440-446, Revue de lAgenais, 1900, tome 27 ( lire en ligne )
- Georges Tholin, Le château vieux de Lafox, p. 104-107, Revue de l'Agenais, 1901, tome 28 ( lire en ligne )
- Georges Tholin, Notes sur les péages au pays d'Agenais, p. 265, Revue de l'Agenais, 1923, tome 50 ( lire en ligne )

## Sources
- René Bonnat, Nécrologie